# Ritratto di coniugi
Il Ritratto di coniugi è un dipinto a olio su tela (96x116 cm) di Lorenzo Lotto, databile al 1524 circa e conservato nel Museo dell'Ermitage di San Pietroburgo.

## Storia
La prima notizia nota del dipinto è che si trovava ad Anversa quando venne acquistato dagli emissari incaricati di arricchire le raccolte imperiali russe. Nonostante le ricerche non si è riusciti stabilire la certezza dell'identità degli effigiati, che comunque dovrebbero essere la coppia bergamasca di Antonio Agliardi, figlio del più famoso matematico Alessio e padre di Bonifacio e di Apollonia Casotti figlia di Zovanino Casotti, personaggi poco conosciuti ma che erano sicuramente parte importante nella vita cittadina bergamasca dei primi anni del XVI secolo  Il dipinto venne esposto nel 1990 alla mostra milanese che esponeva i lavori italiani ospiti all'Ermitage. La tela, posta accanto ad altri lavori del pittore lagunare, era indicata a catalogo con il titolo  Ritratto di Niccolò di Bonghi con la moglie.
A identificare i personaggi nei coniugi Agliardi è stato un accessorio dell'abbigliamento femminile identico a quello dipinto nella Madonna Casotti del Previtali. Agnese viene nella tela raffigurata con una capigliara molto elaborata e dettagliata, con cordonature dorate che formano intrecci, e fiori avvicinabile a quella della donna ritratta da Lotto. Medesimo accessorio è presente nel dipinto Ritratto di Marsilio Cassotti e della sua sposa Faustina
Esiste un dipinto identico anche nei particolari, ben conservato, coevo, proveniente da una collezione privata di Bergamo. Città dove il Lotto probabilmente ha dipinto le due tele per gli eredi.

## Descrizione e stile
Marito e moglie sono raffigurati a mezza figura nella propria abitazione, in un'inquadratura dallo sviluppo prevalentemente orizzontale. Vari dettagli testimoniano il loro alto status sociale, tra cui l'esotico tappeto anatolico che copre il tavolo e l'abbigliamento di ciascuno, ben in linea con la moda del tempo. I coniugi sono ritratti in un gesto di affettuosa intimità, legato dal contatto gestuale grazie alla mano della donna poggiata sulla spalla del marito. La donna tiene tra le braccia un cagnolino, tipico simbolo di fedeltà coniugale, e indossa alcuni gioielli, nonché una cuffia "a ciambella" (capigliara) riccamente ricamata, allora molto in voga a giudicare dagli altri ritratti bergamaschi del Lotto, come quello di Lucina Brembati. Lo sfondo è scuro, con un tendaggio verde vicino alla moglie e un paesaggio ventoso che si intravede da una finestra alle spalle del marito.
L'uomo indica uno scoiattolo addormentato e tiene in mano un cartiglio in cui si legge "Homo Nunquam" (L'uomo mai). Su tali simboli, che spesso Lotto disseminava come veri e propri rebus o sciarade, gli studiosi hanno espresso varie ipotesi, ma nessuna è ancora apparsa risolutiva. Forse si tratta dell'evidenza per contrasto tra l'attività dell'uomo, sempre attivo, e quella dell'animale dormiente, forse simbolo di inoperosità o di lussuria; alcuni hanno anche ritrovato una leggenda medievale secondo cui lo scoiattolo scaccia la femmina nei momenti di carestia, cosa che l'uomo non può invece fare.
Una nuova lettura è stata formulata in occasione di una mostra a Washington e Bergamo nel 1997, secondo cui l'uomo sarebbe in realtà un vedovo, il cui dolore è insanabile a differenza di quello dell'animaletto che, nonostante la tempesta che imperversa fuori, dorme in attesa di tempi migliori. In quell'occasione si è anche proposta l'identificazione con i coniugi Giovan Maria Cassotti e Laura Assonica, che morì nel 1524: l'emblema Cassotti si trova dopotutto nella capigliara della donna.
Secondo studi più recenti (Rossi, Milesi), "potrebbe raffigurare Apolonia Cassotti", sorella di Marsilio Cassotti, "sposata nel 1511 con il nobile Antonio Agliardi", militare bergamasco al servizio della Serenissima. D`altronde, "la corrispondenza dei lineamenti della donna con quelli di Marsilio", è evidente.